# روسیه در المپیک تابستانی ۲۰۰۸

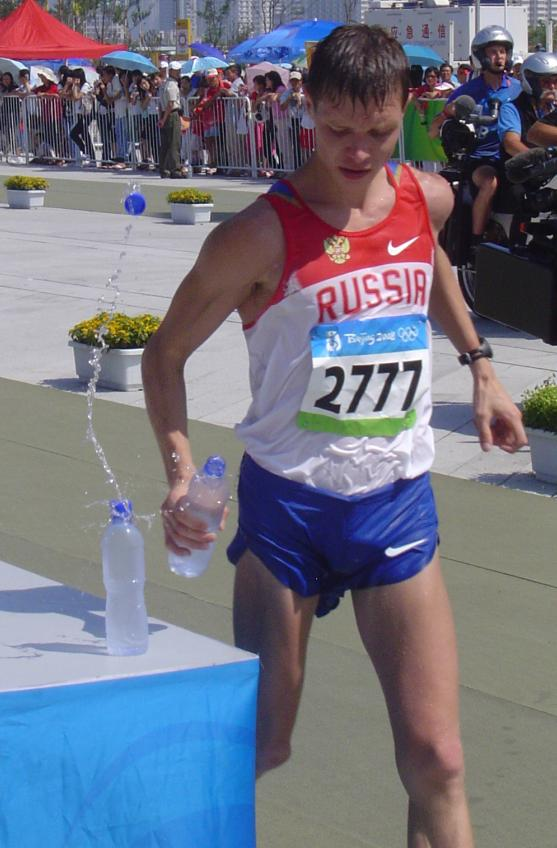
بازیکن تیم روسیه در المپیک تابستانی

روسیه در بازی‌های المپیک تابستانی ۲۰۰۸ که در شهر پکن چین برگزار شد، کاروان روسیه با ۴۵۵ ورزشکار در این رقابت‌ها شرکت کرد و موفق به کسب ۷۳ مدال (۲۳ طلا، ۲۱ نقره، ۲۹ برنز) شد. در جدول رتبه‌بندی توزیع مدال‌ها، روسیه در ردهٔ ۳ مسابقات قرار گرفت.